# حبيبة لكل جالون
حبيبة لكل جالون (gpg) (بالإنجليزية: Grains per gallon)‏ 
هي وحدة قياس عسر الماء كما ويعرف على انه حبيبة واحده (64.8 ملليغرام) من كربونات الكالسيوم مذاب في 1 جالون أمريكي من الماء (3.785412 لتر). وتترجم على انها جزء واحد في 58,000 جزء من الماء أو 17.1 جزء لكل مليون (ppm). وتسمى أيضاً درجة كلارك (للجالون البريطاني).

## الاستخدام
تتمثل أيونات الكالسيوم والمغنسيوم على شكل الكبريتات والكلوريدات والكربونات والبيكاربونات مما تجعل الماء العسر.
تقاس شوائب الماء لكل جزء من المليون (ppm). لتوضيح أكثر, يعبر عن عسر الماء بعسر الحبيبة لكل جالون (gpg).يمكن تحويل النظامين رياضياً.

### قياس عسر الماء
- ماء يسر جداً: 0–4.08 gpg
- ماء يسر: 4.08–8.18 gpg
- ماء عسر قليلاً: 8.18–12.27 gpg
- ماء عسر معتدل: 12.27–18.69 gpg
- ماء عسر: 18.69–30.96 gpg
- ماء عسر جداً: over 30.96 gpg

## التحويلات
- 1 gpg = 0.017118061 kg/m3
- 142.86 gpg = 1 pounds per million gallons
- 1 gpg = 0.01714 grams per litre
- 1 Clark degree = 1.2009 gpg
- 1 dGH = 1.042645169